# Институционна революционна партия
Институционната революционна партия (на испански: Partido Revolucionario Institucional, PRI) е мексиканска политическа партия, която управлява страната в продължение на 71 години. Тя е член на Социалистическия интернационал, както и конкурентната Партия на демократичната революция, което прави Мексико една от малкото страни с две основни съперничещи си партии с еднаква международна ориентация.

## История и политическа програма, устав и идеология
Институционната революционна партия е основана през 1929 г. По време на революцията от 1917 г. и оттогава до 2000 г. непрекъснато се намира на власт в Мексико. В първите години на своето съществуване както и в по-късни години тя води политика на така наречения смесен подход като съчетава идеи присъщи както на социализма така и на капитализма национализирайки индустрията и оставяйки средната и дребната частна собственост в ръцете на стопаните и. Независимо от това в нейните редици членуват и лица с дясна политическа ориентация и през периода 1947 – 1958 г. някои от тях главно президенти на Мексико водят дясна политическа линия. След 1970 г. ИРП се реформира от десните си елементи и започва да води просъветска политика обявявайки се че се намира на границата между социализма и капитализма кулминация на която политика е приемането на Мексико за асоцииран член на СИВ през август 1975 г.
Съгласно устава на ИРП висш оган е националната асамблея провеждана един път на 2 години. Тя избира национален съвет и изпълнителен орган – Национален изпълнителен комитет
начело с председател и генерален секретар, както и секретари на изпълнителния комитет които са заместник-председатели на партията и негови членове.
ИРП има четири основни сектора на политика сред привържениците си: Работнически, Социален, Селски и Военен. Най-голям е селският сектор, който се представлява от Националната селска конфедерация обединяваща 11 милиона дребни и средни стопани в Мексико.

## Международни връзки
ИРП още от създаването си през 1929 г. е за крупен външнополитически диалог както със западните държави така и със Съветския съюз и възникналите през 1944 – 1947 г. социалистически държави в източна Европа а така също и с държавите от третия свят. Особено след 1970 г. ролята на ИРП като свързващ пункт между социалистическите и капиталистическите държави особено силно нараства и партията започва да прокарва доста от съветските инициативи в Латинска Америка. От партиите управляващи в социалистическите държави ИРП най-силно е свързана с КПСС в Съветския съюз и с БЗНС (казионен) в България до 1991 г. на която партия ИРП гледа като на стратегически партньор в международната политика. Въпреки че не установява такива отношения с политически партии в западна Европа ИРП кандидатства и е приета за член на Социалистическия интернационал през 1973 г.

### ИРП и БЗНС 1975 – 1991
Взаимоотношенията между ИРП и Българския земеделски народен съюз датират от 1975 година, но двете партии си приличат по идеология още от своето създаване. Заедно с това от същата година БЗНС поддържа контакти и с Националната селска конфедерация която е селския сектор на ИРП.
И двете партии са селски партии и двете са основани от селските водачи на Мексико и България Емилиано Сапата и Александър Стамболийски.
Независимо от това те не поддържат отношения помежду си дълги години поради географската отдалеченост. С приемането на Мексико през 1975 г. за асоцииран член на СИВ нещата се променят. На Мексико се гледа с нараснал интерес от социалистическия блок и отделните държави бързат да установят и партийно политически контакти. С най-голям политически успех обаче е сътрудничеството на ИРП с БЗНС тъй като и тя и мексиканската държава разглеждат България като основно селскостопанска държава. От особено значение за развитието на двупартийните контакти са посещенията на генералния секретар на ИРП през 1982 г. в България по покана на ПП на БЗНС.